# Virilisierung
Virilisierung (Synonym: Virilismus; von lateinisch vir, „Mann“) bedeutet in der medizinischen Fachsprache eine Vermännlichung, also eine ausgeprägte Androgenisierung der Körper- und Geschlechtsmerkmale, welche sich deutlich maskulin verändern.
Man kann klinisch drei Stufen unterscheiden:
- Hypertrichose: eine ausgeprägte, aber noch dem weiblichen Typ entsprechende Behaarung. Die Merkmale konzentrieren sich im Wesentlichen auf die Unterarme und die Unterschenkel. Die Oberlippe kann leicht betroffen sein.
- Hirsutismus als eine der sichtbarsten Veränderungen bei Frauen (und Kindern): die Behaarung des Körpers verschiebt sich deutlich zu einem männlichen Erscheinungsbild. Es ist eine ausgeprägte Behaarung an Oberlippe, Kinn, Oberschenkel, Schamregion aufwärts bis zum Bauchnabel und auf der Brust zu beobachten durch Umwandlung von Vellushaar in Terminalhaar abnorme Vermehrung des männlichen Behaarungstyps
- Virilismus: starke Virilisierung (Maskulinisierung) mit voran beschriebenen Behaarungen.

Zusätzlich weitere sekundäre männliche Geschlechtsmerkmale: tiefere Stimme durch Vergrößerung des Kehlkopfes, Vermännlichung der Körperproportionen durch Muskelzunahme, Vergrößerung der Klitoris (Klitorishypertrophie), Alopezie, Zunahme der Libido, psychische Veränderungen. Die monatliche Regelblutung bleibt durch die Veränderung des Hormonhaushalts meist aus.

## Ursachen
Eine Virilisierung beruht auf vermehrter Ausschüttung von Androgenen und kann folgende Hintergründe haben
- Ovarialtumoren
- Adrenogenitales Syndrom
- Polyzystisches Ovarialsyndrom
- Nebennierenrinden-Tumoren
- Nebennierenrinden-Überfunktion
- Nierenarterienstenose (sekundärer Hyperaldosteronismus durch erhöhte Renin-Freisetzung)
- Gonadendysgenesie (X0, XY)
- Anabole Steroide